# Fomitiporella
Fomitiporella ist eine Pilzgattung, die von den Feuerschwämmen im engeren Sinn (Phellinus s. str.) abgetrennt wurde. 
Die Typusart ist der Umberbraune Feuerschwamm (Fomitiporella umbrinella).

## Merkmale
Das Hymenophor des Holzbewohners ist flach am Substrat ausgebreitet, mehrjährig, untrennbar und steif. Die dünne Trama ist braun gefärbt. Die geschichteten Röhren sind im Alter ebenfalls braun, normalerweise dickwandig und ganzrandig. Die rundlichen oder elliptischen Sporen sind glattwandig und braun; Hyphen braun. Zystiden sind nur selten vorhanden.

## Arten
Für Europa werden folgende Arten angegeben bzw. sind dort zu erwarten:
| Deutscher Name            | Wissenschaftlicher Name  | Autorenzitat                                        |
| ------------------------- | ------------------------ | --------------------------------------------------- |
| Höhlen-Feuerschwamm       | Fomitiporella cavicola   | (Kotlaba & Pouzar 1995) T. Wagner & M. Fischer 2002 |
| Umberbrauner Feuerschwamm | Fomitiporella umbrinella | (Bresadola 1898) Murrill 1907                       |